# Mulbagal
Mulbāgal är en ort i Indien.   Den ligger i distriktet Kolar och delstaten Karnataka, i den södra delen av landet, 1 700 km söder om huvudstaden New Delhi. Mulbāgal ligger 849 meter över havet och antalet invånare är 47 462.
Terrängen runt Mulbāgal är huvudsakligen platt. Mulbāgal ligger uppe på en höjd. Runt Mulbāgal är det tätbefolkat, med 308 invånare per kvadratkilometer. Mulbāgal är det största samhället i trakten. Trakten runt Mulbāgal består till största delen av jordbruksmark.